# Milioni in pericolo
Milioni in pericolo (Brewster's Millions) è un film statunitense del 1945 diretto da Allan Dwan.
Il film si basa sull'omonimo libro di George Barr McCutcheon del 1903.